# Hexatoma fuscinervis
Hexatoma fuscinervis är en tvåvingeart som först beskrevs av Edwards 1912.  Hexatoma fuscinervis ingår i släktet Hexatoma och familjen småharkrankar.
Artens utbredningsområde är Seychellerna. Inga underarter finns listade i Catalogue of Life.